# Phương pháp Đường găng
Phương pháp Đường găng hay Phương pháp Đường găng CPM, Sơ đồ mạng CPM, (tiếng Anh là Critical Path Method, viết tắt là CPM) loại kỹ thuật phân tích mạng tiến độ, công cụ quan trọng để quản lý dự án có hiệu quả. Cùng với các phương pháp tổ chức tuần tự, tổ chức song song, và tổ chức theo dây chuyền, phương pháp đường găng là một phương pháp tổ chức thực hiện dự án và tổ chức sản xuất. Phương pháp đường găng sử dụng mạng đồ thị có hướng trong lý thuyết đồ thị để tổ chức các hoạt động công việc, các công tác trong một dự án dưới dạng một sơ đồ mạng. Mà việc quản lý dự án này tập trung vào việc nắm lấy một hoặc nhiều chuỗi xuyên suốt dự án của các công việc có tính chất quan trọng (chủ chốt) về mặt thời gian (quyết định đến toàn bộ dự án), cái mà được gọi là đường găng, để quản lý thời gian của dự án (quản lý tiến độ).

## Lịch sử của phương pháp Đường găng
Phương pháp CPM này, được người Mỹ phát triển vào năm 1959 gần như đồng thời với phương pháp PERT (năm 1958), đầu tiên được gắn với dạng thể hiện công việc trên mũi tên (phương pháp ADM), nên thường được đồng nhất với phương pháp sơ đồ mạng ADM.
Ngay sau đó người Mỹ đã ứng dụng phương pháp Đường găng CPM vào sơ đồ mạng PERT (tức là Kỹ thuật ước lượng và đánh giá chương trình, hay Kỹ thuật ước lượng và kiểm tra dự án), kết hợp với lý thuyết xác suất thống kê, (để ước tính thời lượng công việc trong các dự án mà công việc có thời lượng không xác định trước).
Ở bên kia bờ Đại Tây Dương, gần như đồng thời với người Mỹ, người Pháp cũng dựa trên thuật toán của lý thuyết đồ thị để phát triển một kỹ thuật lập tiến độ khác theo phương pháp đường găng, độc lập với người Mỹ là sơ đồ mạng MPM, chỉ khác với dạng thể hiện sơ đồ mạng CPM của người Mỹ lúc đó ở chỗ: sơ đồ mạng MPM dùng nút thể hiện công việc thay vì mũi tên, còn mũi tên chỉ mối quan hệ tuần tự giữa các công việc trước-sau trong sơ đồ mạng.
Người đầu tiên đưa phương pháp Đường găng, cùng lý thuyết về sơ đồ mạng (một phần của hệ thống lý thuyết toán học là lý thuyết đồ thị) vào Việt Nam là giáo sư Hoàng Tụy (vào khoảng năm 1961-1966), ban đầu dưới dạng sơ đồ mạng PERT . Nên ở Việt Nam sơ đồ mạng được gọi với tên gọi là sơ đồ PERT, thậm chí đến ngày nay.
Về sau, người Mỹ đã tiến hành kết hợp dạng sơ đồ mạng nút MPM của người Pháp, cải tiến nó theo hướng đưa thêm các dạng thể hiện mối quan hệ giữa các công việc theo đúng logic thực tế (tuần tự, song song) thành dạng sơ đồ mạng theo quan hệ PDM, thay thế cho cả hai dạng sơ đồ mũi tên ADM lẫn dạng sơ đồ nút MPM trong việc thể hiện phương pháp đường găng CPM. Đồng thời đưa phương pháp Đường găng thể hiện bằng sơ đồ mạng PDM vào phần mềm quản lý dự án Microsoft Project.  

### Các dạng thể hiện bằng sơ đồ mạng của phương pháp Đường găng
Có hai dạng phương pháp sơ đồ mạng CPM là dạng "công việc trên nút" (các đỉnh của mạng đồ thị có hướng thể hiện các công việc, còn các cung đồ thị nối các đỉnh đại diện cho mối quan hệ), và dạng "công việc trên mũi tên" (các đỉnh của mạng đồ thị có hướng thể hiện các mối quan hệ giữa các công việc, còn các cung đồ thị nối các đỉnh (mũi tên) đại diện cho công việc). Trong đó: 
- dạng sơ đồ mạng mũi tên ("công việc trên mũi tên", AoA, Activity on arrow) có sơ đồ mạng ADM;
- dạng sơ đồ mạng nút ("công việc trên nút", AoN, Activity on node), trong lịch sử quản lý dự án, có các sơ đồ sau: sơ đồ mạng MPM, sơ đồ mạng PDM.

## Kỹ thuật cơ bản
Các kỹ thuật cần thiết để sử dụng phương pháp Đường găng CPM là xây dựng một mô hình của dự án bao gồm những yếu tố sau:
1. Một danh sách, với cấu trúc logic, của tất cả các công việc dự kiến phải thực hiện để hoàn thành dự án (được phân loại theo một cấu trúc có logic trong cơ cấu phân chia công việc (WBS)).
2. Thời gian (thời lượng) cần thiết để mỗi công việc sẽ được thực hiện đến khi hoàn thành xong công việc đó.
3. Các mối quan hệ (các phụ thuộc về mặt thời gian) giữa các công việc (hay công tác). Các quan hệ thể hiện cấu trúc logic của cơ cấu phân chia công việc.

## Đường găng
Đường găng (critical path) là đường xuyên mạng đi từ thời điểm khởi công dự án (sự kiện khởi công dự án) tới thời điểm kết thúc dự án (sự kiện hoàn thành dự án) có chiều dài trên trục thời gian (tức là tổng thời lượng thực hiện của các công việc thuộc đường này) lớn nhất, qua các công việc (công tác) có dự trữ toàn phần bằng 0 gọi là các công việc găng (critical task).
Độ dài của đường găng trên trục thời gian, chính là thời lượng nhỏ nhất có thể để dự án hoàn thành theo kế hoạch, tức là thời gian hoàn thành dự án. Do đường găng nối các công việc (công tác) găng nên tổng dự trữ thời gian của đường găng, chính là dự trữ toàn phần của công việc bất kỳ trong đường, cũng bằng 0. Một dự án có thể có 1 hoặc nhiều đường găng.

## Dự trữ thời gian công việc

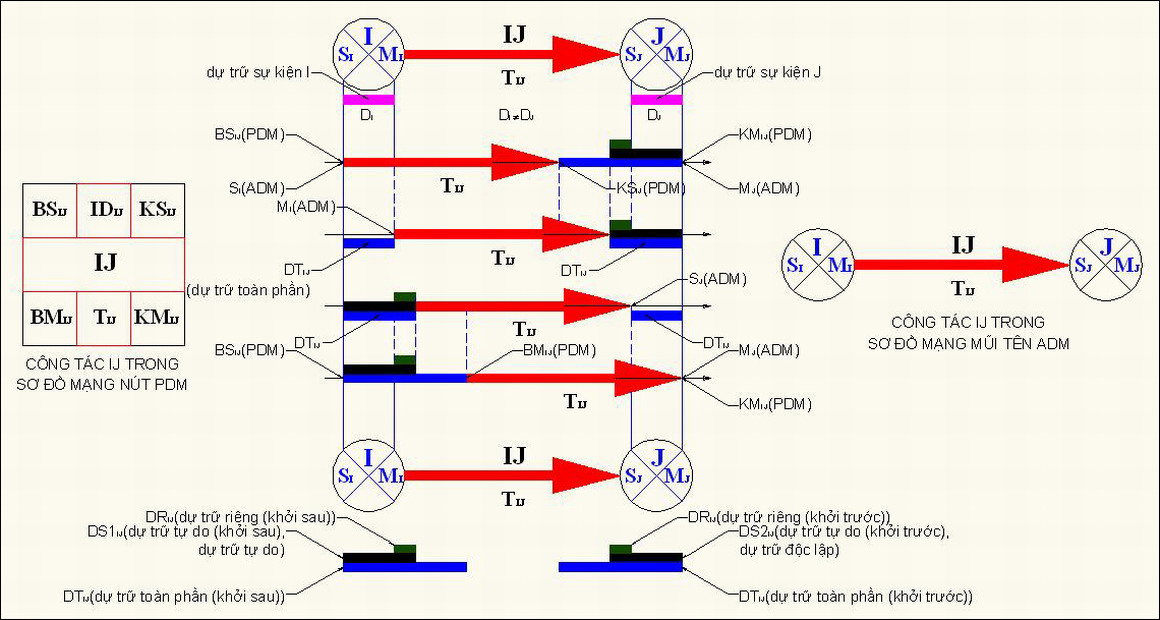
Dự trữ công việc trong sơ đồ mạng PDM và sơ đồ mạng ADM.

Dự trữ thời gian công việc (float) là khoảng thời gian dư thừa (nếu có), ngoài thời lượng thực hiện công việc (Duration), nằm giữa thời điểm bắt đầu sớm nhất có thể và thời điểm kết thúc muộn nhất có thể của mỗi công việc (công tác), mà cho phép công việc có thể trì hoãn thời điểm bắt đầu hay kéo dài thời lượng thực hiện công việc mà không làm thay đổi hai thời hạn trên của công việc, và do đó không ảnh hưởng đến thời điểm kết thúc của toàn dự án. Dự trữ chính là khoảng thời gian để công việc có thể "trôi nổi" bên trong hai mốc giới hạn thời gian là: Thời điểm bắt đầu sớm nhất có thể và thời điểm hoàn thành muộn nhất có thể của công việc.
Các công việc trên đường critical path là các công việc chỉ có đúng một khoảng thời hạn thực hiện công việc mà không có khoảng dự trữ thời gian. Chúng sẽ bị "fixed" cố định trên trục thời gian, không thể trôi nổi được, đồng thời bị "căng thẳng" trên trục thời gian, không thể co giãn thời lượng thực hiện công việc được. Những công việc găng do đó trở thành những công việc quan trọng cần tập trung quản lý về mặt thời gian.

## CPM là một phương pháp tổ chức thực hiện công việc
Phương pháp Đường găng cùng với phương pháp tổ chức theo dây chuyền (dây chuyền sản xuất), phương pháp tổ chức thực hiện công việc tuần tự (phương pháp tổ chức tuần tự), phương pháp tổ chức theo tổ đội lao động chuyên nghiệp (Line of Balance-LoB), phương pháp tổ chức thực hiện công việc song song (phương pháp tổ chức song song), đều là những phương pháp tổ chức thực hiện dự án và tổ chức sản xuất.
Phương pháp Đường găng hay phương pháp tổ chức thực hiện công việc theo sơ đồ mạng về bản chất là phương pháp tổ chức thực hiện công việc theo các công việc trọn gói (Work package) hay chính là tổ chức theo dự án (có thể là đơn lẻ hay duy nhất). Trong gói công việc trọn gói, các công việc vẫn được phân theo chuyên môn, nhưng đơn lẻ và có thể là duy nhất không thể hợp thành dây chuyền, do những lao động chuyên nghiệp tương ứng làm. Tuy nhiên, các công việc chuyên môn trong gói công việc được thực hiện với một biên chế lao động không cố định, có thể thay đổi biên chế lao động từ đó thời lượng thực hiện các công việc chuyên môn này cũng thay đổi theo. Phương pháp Đường găng không chú trọng tới tính định biên của các tổ đội chuyên nghiệp, mà chú trọng tới tính găng (tức là tính căng thẳng, khẩn trương của các công việc chuyên môn khác nhau trong gói công việc dự án). Phương pháp Đường găng được áp dụng cho mọi loại dự án (là những nỗ lực thực hiện công việc một cách hữu hạn theo một dạng đơn đặt hàng nào đó (ví dụ như: hợp đồng,...), chứ không phải là sản xuất hàng hóa hàng loạt theo kiểu công nghiệp), bao gồm cả dự án xây dựng.
Khác với 2 phương pháp tổ chức thực hiện công việc là: phương pháp tổ chức theo tổ đội lao động chuyên nghiệp (Line of Balance-LoB) và phương pháp tổ chức thực hiện công việc theo dây chuyền, trong Phương pháp Đường găng tức là phương pháp tổ chức thực hiện công việc trọn gói, cả thời lượng thực hiện của các công tác lẫn các thời điểm bắt đầu và kết thúc của mỗi công tác có thể được thay đổi linh hoạt.
Thời lượng thực hiện của các công tác trên mỗi phân đoạn có thể thay đổi, khi thay đổi (thêm bớt) biên chế tổ đội lao động chuyên nghiêp. Phương pháp Đường găng cho phép một loại công tác chuyên môn được thực hiện với khối lượng công tác như nhau trên 2 phân đoạn công việc khoán gọn (trọn gói), có thể được thực hiện với số lượng biên chế lao động chuyên nghiệp khác nhau, và do đó thời lượng thực hiện công tác chuyên môn đó trên mỗi phân đoạn là khác nhau. Điều này là không thể ở phương pháp tổ chức theo tổ đội chuyên nghiệp, và đặc biệt là không thể có ở phương pháp tổ chức thực hiện công việc theo dây chuyền.
Trong phương pháp Đường găng, thời điểm bắt đầu và kết thúc của mỗi công tác chỉ bị ghim cố định trên trục thời gian, khi mà công tác đó là những công tác găng (chúng nằm trên đường găng), còn nếu chúng không nằm trên đường găng thì thời điểm bắt đầu và kết thúc của chúng có thể thay đổi trôi nổi trong khoảng thời gian dự trữ toàn phần.
Nhưng ngay cả các công tác găng cũng có thể thay đổi thành các công tác không găng và ngược lại công tác không găng có thể thành công tác găng, đồng thời với việc thay đổi đường găng, nếu như ta thay đổi thời lượng thực hiện công tác của các công tác găng này (thay đổi bằng cách tăng giảm biên chế tổ đội chuyên nghiệp). Do vậy, thời điểm bắt đầu và kết thúc của các công việc găng cũng chỉ là cố định một cách tương đối trong phương pháp Đường găng.